# Elektronischer Kampf
Der Elektronische Kampf (EloKa, englisch: electronic warfare (EW)) umfasst alle offensiven und defensiven militärische Maßnahmen in der Auseinandersetzung um die Nutzung des elektromagnetischen Spektrums. Zusammen mit der Fernmelde- und Elektronischen Aufklärung (Fm/EloAufkl) wird er in Deutschland unter den Oberbegriff Elektronische Kampfführung (EloKa) gefasst. Der Elektronische Kampf wirkt im elektromagnetischen Umfeld, welches Teil des Cyber- und Informationsraumes ist.
Der Elektronische Kampf leistet einen Beitrag zur eigenen Führungs- und Operationsfähigkeit, zum Schutz eigener Kräfte und zu den Einsatz- und Wirkmöglichkeiten eigener Waffensysteme. Er beeinträchtigt die Nutzung des elektromagnetischen Spektrums durch den Gegner, damit dieser seine Fähigkeiten nicht voll entfalten kann. 
Der Elektronische Kampf kann wie folgt eingeteilt werden:
- Elektronische Gegenmaßnahmen (EloGM)
  - Stören
  - Täuschen
  - Neutralisieren
- Elektronische Schutzmaßnahmen (EloSM)
  - Taktisch
  - Betrieblich
  - Technisch
- Elektronische Unterstützungsmaßnahmen (EloUM)
  - Aktiv
  - Passiv

Eine weitere Unterscheidungsmöglichkeit ist die zwischen waffensystemspezifischen und nicht waffensystemspezifischen Elektronischem Kampf.  Der waffensystemspezifische Elektronische Kampf (auch plattformgebundener Elektronischer Kampf genannt) dient überwiegend dem Selbstschutz. Der nicht waffensystemspezifische Elektronische Kampf konzentriert sich auf die EloGM und die damit verbundene Aufklärung (EloUM) innerhalb des elektromagnetischen Umfeldes. Das elektromagnetische Umfeld ist definiert als Gesamtheit elektromagnetischer Erscheinungsformen und Auswirkungen an einem bestimmten Ort, in dem das elektromagnetische Spektrum genutzt wird, d. h. eigene, gegnerische oder zivile IT-Systeme, die das elektromagnetische Spektrum nutzen. Das elektromagnetische Spektrum ist die Gesamtheit aller elektromagnetischer Wellen verschiedener Wellenlängen.
Handlungsfelder im Elektronischen Kampf sind der Angriff, die Überwachung und die Verteidigung im elektromagnetischen Spektrum.